# Moux-en-Morvan
Moux-en-Morvan es una comuna francesa situada en el departamento de Nièvre, en la región de Borgoña-Franco Condado.

## Demografía
| 814 | 714 | 703 | 708 | 744 | 675 | 531 |
| Para los censos de 1962 a 1999 la población legal corresponde a la población sin duplicidades (Fuente: INSEE [Consultar]) |     |     |     |     |     |     |